# Dany Heatley
Daniel „Dany” James Heatley (ur. 21 stycznia 1981 we Fryburgu Bryzgowijskim) – kanadyjski hokeista, reprezentant Kanady.

## Kariera klubowa
- Calgary Buffaloes Midget AAA (1997-1998)
- Calgary Canucks (1998-1999)
- Wisconsin Badgers (1999-2001)
- Atlanta Thrashers (2001-2004)
- SC Bern (2004)
- Ak Bars Kazań (2004-2005)
- Ottawa Senators (2005-2009)
- San Jose Sharks (2009-20111)
- Minnesota Wild (2011-2014)
- Anaheim Ducks (2014-2015)
  -  Norfolk Admirals (2014-2015)
- Florida Panthers (2015)
  -  San Antonio Rampage (2015)
- Nürnberg Ice Tigers (2015-2016)

Wychowanek klubu South Four MHA. Od lipca 2011 roku zawodnik klubu NHL Minnesota Wild (wymieniony za Czecha Martina Havláta). Od lipca 2014 zawodnik Anaheim Ducks. Od końca 2015 zawodnik Florida Panthers (w toku wymiany za Tomáša Fleischmanna). Od września 2015 zawodnik niemieckiego klubu Nürnberg Ice Tigers.

## Kariera reprezentacyjna
Uczestniczył w turniejach mistrzostw świata w 2002, 2003, 2004, 2005, 2008, 2009, Pucharu Świata 2004 oraz zimowych igrzysk olimpijskich 2006 i 2010.
Został rekordzistą pod względem strzelonych bramek i zdobytych punktów w reprezentacji Kanady. Podczas Zimowych Igrzysk Olimpijskich w Vancouver zdobywca złotego medalu.

## Życie prywatne
Heatley urodził się w Niemczech Zachodnich. Ojciec, Murray (ur. 1948), także był hokeistą. Od 1977 grał w Niemczech: od 1977 roku w klubie SC Riessersee, a w latach 1980-1984 w klubie ERC Freiburg. Matka, Karin, jest Niemką, dzięki czemu Dany ma obywatelstwo kanadyjskie i niemieckie. Ostatnim klubem ojca był szwajcarski EHC Olten, po czym w 1986 roku zakończył karierę hokejową. Wówczas rodzina przeniosła się do Calgary. Brat Dany'ego, Mark (ur. 1984) jest także hokeistą - również urodził się we Freiburgu i od 2008 roku występuje w Niemczech.

## Sukcesy

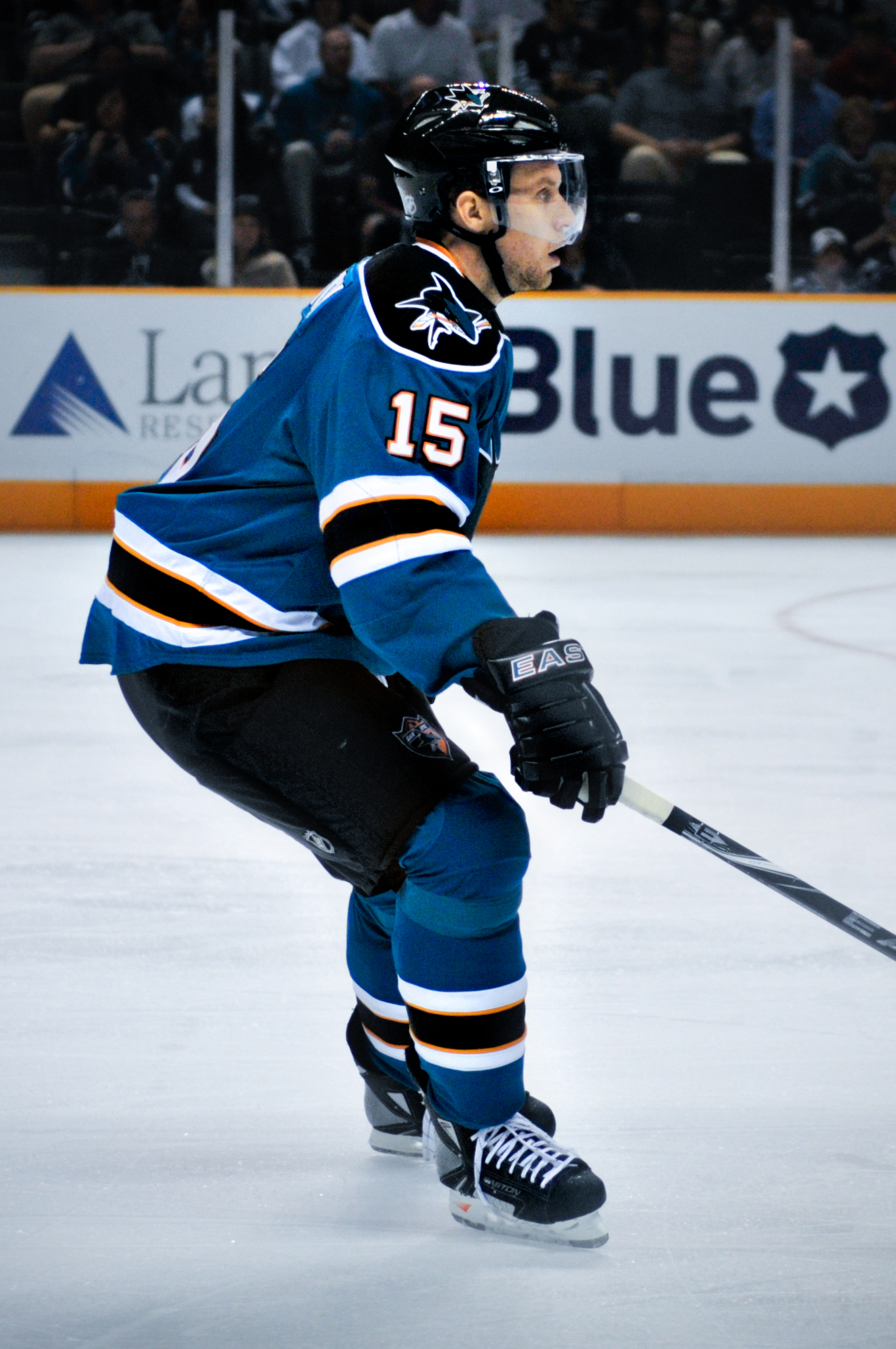
Dany Heatley w barwach San Jose Sharks (2009)

Reprezentacyjne
- Brązowy medal Mistrzostw Świata Juniorów do lat 20: 2001
- Złoty medal Mistrzostw Świata: 2003, 2004
- Puchar Świata: 2004
- Srebrny medal Mistrzostw Świata: 2005, 2008, 2009
- Złoty medal Igrzysk Olimpijskich: 2010

Indywidualne
- Sezon NHL (2001/2002):
  - NHL All-Rookie Team
  - Calder Memorial Trophy - najlepszy pierwszoroczniak
- Sezon NHL (2002/2003):
  - Najbardziej Wartościowy Zawodnik (MVP) w NHL All-Star Game
- Mistrzostwa świata 2003
  - Drużyna Gwiazd turnieju
- Mistrzostwa Świata w Hokeju na Lodzie 2004:
  - Pierwsze miejsce w klasyfikacji strzelców turnieju: 8 goli
  - Pierwsze miejsce w klasyfikacji kanadyjskiej turnieju: 11 punktów
  - Skład gwiazd turnieju
  - Najlepszy napastnik turnieju
  - Najbardziej Wartościowy Zawodnik (MVP) turnieju
- Sezon NHL (2006/2007):
  - Pierwszy skład NHL All-Star Game
  - Pierwsze miejsce w klasyfikacji strzelców zwycięskich goli: 10 goli
  - Pierwsze miejsce w klasyfikacji asystentów w fazie play-off: 15 asyst
  - Pierwsze miejsce w klasyfikacji kanadyjskiej w fazie play-off: 22 punkty
- Mistrzostwa Świata w Hokeju na Lodzie 2008/Elita:
  - Pierwsze miejsce w klasyfikacji strzelców turnieju: 12 goli
  - Czwarte miejsce w klasyfikacji asystentów turnieju: 8 asyst
  - Pierwsze miejsce w klasyfikacji kanadyjskiej turnieju: 20 punktów
  - Skład gwiazd turnieju
  - Najlepszy napastnik turnieju
  - Najbardziej Wartościowy Zawodnik (MVP) turnieju
  - Jeden z trzech najlepszych zawodników turnieju
- Sezon NHL (2008/2009):
  - NHL All-Star Game
- Mistrzostwa Świata w Hokeju na Lodzie 2009/Elita:
  - Jeden z trzech najlepszych zawodników turnieju
- Sezon NHL (2009/2010):
  - Pierwsze miejsce w klasyfikacji strzelców zwycięskich goli: 9 goli